# Cryptocheles pygmaea
Cryptocheles pygmaea is een garnalensoort uit de familie van de Hippolytidae. De wetenschappelijke naam van de soort is voor het eerst geldig gepubliceerd in 1870 door G.O. Sars.